# كأس إستونيا 2000–01
كأس إستونيا 2000–01 (بالإستونية: Eesti jalgpalli 2000/2001. aasta karikavõistlused)‏ هو الموسم 9 من كأس إستونيا. أشرف على تنظيمه اتحاد إستونيا لكرة القدم، وفاز فيه نادي ترانز نارفا.